# Collins (cràter)

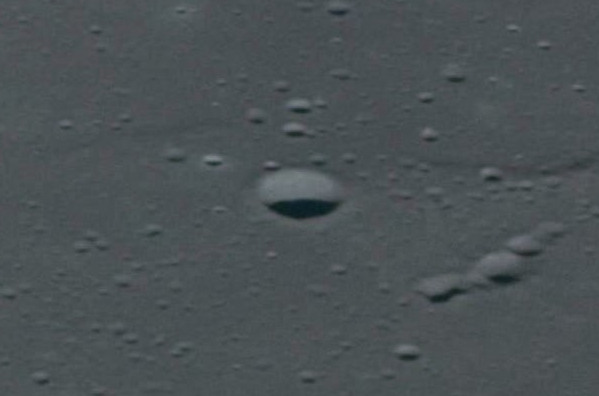
Fotografia de la missió Apol·lo 10

Collins és un petit cràter d'impacte lunar situat en la part sud del Mare Tranquillitatis, a uns 25 quilòmetres al nord del lloc d'allunatge de l'Apol·lo 11. Porta el nom de Michael Collins, sent l'element central de la fila de tres cràters que porten el nom dels membres de la tripulació de l'Apol·lo 11. A uns 15 quilòmetres a l'oest-nord-oest es troba el lloc d'aterratge de la sonda piga Surveyor 5.
|  |
|  |

Aquest cràter va ser identificat prèviament com Sabine D abans de ser canviat el nom per la UAI. El propi cràter Sabine es troba a l'oest de Collins.